# Laurent Lagrand
Laurent Lagrand (né le 24 novembre 1974 en Martinique) est un joueur de football français (international martiniquais), qui évolue au poste de défenseur.

## Biographie

### Carrière en sélection
Avec l'équipe de Martinique, il joue entre 1999 et 2003. 
Il figure dans le groupe des sélectionnés lors des Gold Cup de 2002 et de 2003. La Martinique atteint les quarts de finale de cette compétition en 2002.

## Palmarès
Club franciscain
- Championnat de la Martinique (4) :
  - Champion : 2002-03, 2003-04, 2004-05 et 2005-06.

- Coupe de la Martinique (3) :
  - Vainqueur : 2002-03, 2003-04 et 2004-05.